# Johannes Brinkies
Johannes Brinkies (* 20. Juni 1993 in Grevesmühlen) ist ein deutscher Fußballspieler. Der Torhüter, der auch zweifach für die Jugendnationalmannschaften des DFB auflief, begann seine Laufbahn bei Hansa Rostock in der 3. Liga. Er steht seit Sommer 2023 beim Regionalligisten Kickers Offenbach unter Vertrag.

## Karriere

### Jugend in Mecklenburg
Der Torwart Brinkies begann seine fußballerische Laufbahn im Jahr 2000, als er als Siebenjähriger dem Grevesmühlener FC in seiner Geburtsstadt beitrat. Bald darauf wechselte er ins nahegelegene Wismar, wo er sich dem FC Anker anschloss, und im Jahr 2004 weiter zum F.C. Hansa Rostock, dessen sämtliche Jugendmannschaften ab der D-Jugend er in den folgenden Jahren durchlief.
In Rostock galt Brinkies bald als talentiertester Nachwuchstorwart des Vereins und rückte ab 2008 auch in den Fokus des Deutschen Fußball-Bundes, der ihn zunächst in die U-15-Nationalmannschaft berief. Zu einem Einsatz für die Nachwuchs-Nationalmannschaften kam Brinkies allerdings erst mit der U-16-Auswahl, deren Tor er am 19. Oktober 2008 beim 5:1-Sieg seiner Mannschaft gegen Estland über die volle Spielzeit hütete, wobei er zunächst nur zum erweiterten Kader der Mannschaft gezählt hatte und schließlich für dieses Spiel nachnominiert worden war. In der Folge wurde Brinkies zwar noch mehrfach zu Lehrgängen der U-16- und später auch der U-17- und der U-18-Auswahl eingeladen, kam für diese aber nicht mehr zum Einsatz.
Für den F.C. Hansa hatte Brinkies, der mittlerweile ins vereinseigene Internat in Rostock umgezogen war, noch als C-Jugendlicher auch zum Kader der B-Jugend-Mannschaft gezählt, die 2007/08 als Gründungsmitglied an der U-17-Bundesliga teilnahm. Dabei war er hinter Kevin Müller, Paul Ladwig und Marcel Klonz aber nur vierter Torhüter und blieb zunächst ohne Einsatz für die B-Jugend, sodass er Spielpraxis stattdessen in der C-Jugend der Hanseaten sammelte. In der Folgesaison 2008/09 auch altergemäß der Rostocker B-Jugend zugehörig setzte sich Brinkies dann allerdings gegenüber dem ein Jahr älteren Ladwig als Stammspieler durch, absolvierte 23 der 26 Saisonspiele und belegte mit seiner Mannschaft zum Saisonende den vierten Platz ihrer Bundesliga-Staffel. 2009/10 erreichte die Mannschaft diese Abschlussplatzierung erneut, wobei Brinkies jedes der 26 Saisonspiele über die volle Spielzeit bestritten und seinen jüngeren Torwart-Konkurrenten Jan Schekatz somit auf die Reservebank verwiesen hatte.

### Anfänge bei Hansa Rostock
Im Sommer 2010 rückte Brinkies in die Rostocker A-Jugend auf. Ab Oktober 2010 wurde er noch als 17-Jähriger ins Training der Rostocker Profimannschaft eingebunden, die in die 3. Liga abgestiegen war und nun unter Trainer Peter Vollmann verstärkt auf die eigene Jugend zurückgriff. Als mit Jörg Hahnel und Andreas Kerner zwei Torhüter des Vereins verletzungsbedingt ausfielen, gehörte Brinkies am 13. November 2010 erstmals zum Spieltagskader in der dritten Liga, kam als Ersatztorwart hinter Kevin Müller aber nicht zum Einsatz. Stattdessen war er weiterhin Stammtorwart der U19-Mannschaft, für die er in der Saison 2010/11 25 Ligaspiele absolvierte. Außerdem erreichte die Mannschaft das Finale des DFB‑Junioren‑Vereinspokals 2010/11, in dem Hansa dem SC Freiburg im Elfmeterschießen unterlag.
Obgleich Brinkies in der Folgespielzeit 2011/12 noch für die A-Jugend spielberechtigt war und gleichzeitig eine Ausbildung zum Kaufmann im Einzelhandel absolvierte, wurde er ab Sommer 2011 als dritter Torhüter der Profimannschaft eingeplant. Zu seinem Debüt im Herrenbereich kam Brinkies am 7. August 2011, als er im Oberliga-Spiel der zweiten Mannschaft gegen Neubrandenburg eingesetzt wurde. Weder unter Trainer Vollmann, noch unter dem im Dezember 2011 nachfolgenden Trainer Wolfgang Wolf wurde er in der Zweitliga-Mannschaft eingesetzt, das zum Saisonende wieder in die 3. Liga abstieg. In der A-Jugend kam er unterdessen auf 25 Einsätze.
In der Drittliga-Spielzeit 2012/13 debütierte Brinkies in der ersten Mannschaften; hinter Müller und Hahnel blieb er zunächst dritter Torhüter und spielte deshalb auch erneut für die Reservemannschaft in der Oberliga. Die Drittligamannschaft positionierte sich unterdessen lediglich im Mittelfeld der Tabelle, weshalb Trainer Wolf nach acht Spieltagen durch Marc Fascher ersetzt wurde. Unter diesem avancierte Brinkies nun zum zweiten Torhüter hinter Kevin Müller, sodass er auch am 25. September 2012 im Spiel gegen Stuttgart II für die Reservebank eingeplant wurde, dann aber selbst zu seinem Debüt in Deutschlands dritthöchster Spielklasse kam, nachdem sich Müller beim Aufwärmen eine Verletzung zugezogen hatte. Bis zu seinem Vertragsende 2016 bestritt er insgesamt 38 Drittliga-Spiele für Hansa.

### Stammtorhüter beim FSV Zwickau
Im Sommer 2016 wechselte Brinkies zum FSV Zwickau, bei dem er gleich in seiner ersten Saison zum Stammkeeper avancierte. Im Sommer 2019 ernannte ihn Cheftrainer Joe Enochs nach dem Karriereende Toni Wachsmuths zum neuen Mannschaftskapitän.

### Wechsel zu Kickers Offenbach
Nach sieben Spielzeiten und 247 Spielen Ligaspielen wechselte er nach dem Abstieg seiner Mannschaft im Sommer 2023 in die Regionalliga Südwest zu Kickers Offenbach.